# Henri Viallemonteil
Henri Viallemonteil (Parigi, 3 aprile 1892 – Parigi, 16 gennaio 1937) è stato un calciatore francese, di ruolo attaccante.

## Carriera

### Nazionale
Ha collezionato sei presenze con la propria Nazionale.